# Správní obvod obce s rozšířenou působností Havířov
Správní obvod obce s rozšířenou působností Havířov je od 1. ledna 2003 jedním z pěti správních obvodů obcí s rozšířenou působností v okrese Karviná v Moravskoslezském kraji. Správní obvod zahrnuje město Havířov a další čtyři obce. Rozloha správního obvodu činí 88,19 km² a v roce 2020 měl 86 494 obyvatel.
Město Havířov je zároveň obcí s pověřeným obecním úřadem. Správní obvod obce s rozšířenou působností Havířov se tedy kryje se správním obvodem pověřeného obecního úřadu Havířov.

## Seznam obcí
Poznámka: Města jsou vyznačena tučně. Výčet místních částí obcí je uveden v závorce.
- Albrechtice
- Havířov (Bludovice, Dolní Datyně, Dolní Suchá, Město, Podlesí, Prostřední Suchá, Šumbark, Životice)
- Horní Bludovice (Prostřední Bludovice)
- Horní Suchá
- Těrlicko (Dolní Těrlicko, Horní Těrlicko, Hradiště)

## Obyvatelstvo
| Rok  | Obyv.  | ± %     |
| ---- | ------ | ------- |
| 1869 | 11 570 | —       |
| 1880 | 12 019 | +3,9 %  |
| 1890 | 12 545 | +4,4 %  |
| 1900 | 14 266 | +13,7 % |
| 1910 | 18 650 | +30,7 % |

| Rok  | Obyv.  | ± %      |
| ---- | ------ | -------- |
| 1921 | 20 973 | +12,5 %  |
| 1930 | 22 798 | +8,7 %   |
| 1950 | 23 488 | +3 %     |
| 1961 | 63 209 | +169,1 % |
| 1970 | 94 073 | +48,8 %  |

| Rok  | Obyv.  | ± %    |
| ---- | ------ | ------ |
| 1980 | 98 778 | +5 %   |
| 1991 | 99 830 | +1,1 % |
| 2001 | 99 986 | +0,2 % |
| 2011 | 91 092 | −8,9 % |
| 2021 | 83 249 | −8,6 % |